# Dutçakallı, Çorum
Dutçakallı là một xã thuộc thành phố Çorum, tỉnh Çorum, Thổ Nhĩ Kỳ. Dân số thời điểm năm 2010 là 89 người.